# Tommaso Cascella
Tommaso Cascella (Ortona, 24 marzo 1890 – Pescara, 8 dicembre 1968) è stato un pittore e ceramista italiano.

## Biografia

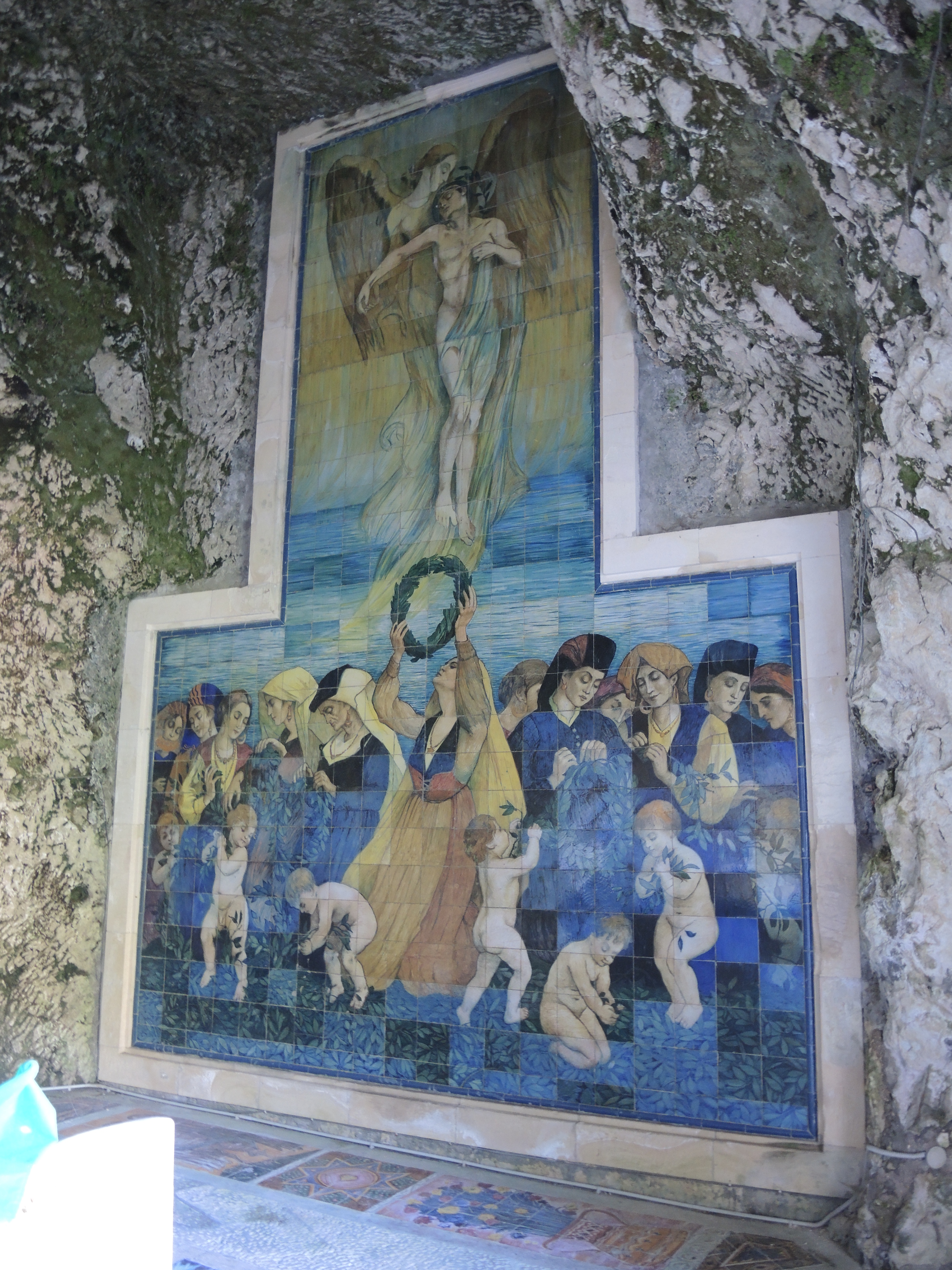
Pannello del sacrario ai caduti di Bocca di Valle

Primogenito dell'artista Basilio Cascella e di Concetta Palmerio, svolge il suo apprendistato sotto la guida paterna e nel 1905 collabora con litografie, disegni e dipinti alla rivista Illustrazione abruzzese, diretta dal padre e finanziata dai Fratelli Pascale di Popoli.
Espone nel 1907 a Milano, l'anno successivo al Caffè Ligure di Torino e la terza personale, insieme al fratello Michele avviene nel 1909 presso la Galleria Druet di Parigi. In questa retrospettiva l'artista presenta 116 quadri, di cui fanno parte diversi pastelli e alcuni oli su tela. La vicenda francese offre l'occasione per esporre nello stesso anno anche alla sezione italiana del Salon d'Automne.
Le opere di Cascella successive a questa esperienza, in particolare quelle degli anni dieci, mostrano una fase post-impressionista, di cui si riscontra allo stesso tempo un percorso autoctono.
Uno dei temi più frequenti dell'artista è quello pastorale, cui spesso protagoniste sono le montagne del Gran Sasso. Di notevole interesse sono le numerose marine del brillante mare di Pescara alla luce del sole e le colorate paranze alla luce calda del tramonto.
Allo scoppio della guerra tra Francia e Germania, nel 1914, Tommaso è inviato dal padre sul fronte francese per ritrarre dal vero gli avvenimenti bellici, e grazie all'intervento di Gabriele D'Annunzio, residente in quel tempo a Parigi, riesce ad avere salva la vita. Su questa vicenda, nel 2022, l'attore e regista Milo Vallone, ha realizzato un'opera in CineprOsa, presentata in anteprima nazionale all'interno della IV edizione del festival dannunziano di Pescara.
Nel 1918 l'artista torna definitivamente in Abruzzo, riprendendo a lavorare nello stabilimento pescarese, oggi sede del Museo civico Basilio Cascella che custodisce alcune opere delle cinque generazioni della famiglia Cascella. Durante il secondo ventennio del secolo lavora presso la fabbrica ceramica ICAR di Roseto degli Abruzzi dando vita a un repertorio ceramico di gusto popolare e aulico allo stesso tempo.
Dal 1953 al 1961 Tommaso insegna presso l'Istituto d'arte di Chieti.
Nell'ultimo periodo della sua vita si dedica alla sistemazione delle opere della famiglia.

## Stile di Tommaso Cascella
Già nel 1904 Cascella entrò nel circolo dannunziano con Basilio, lavorando nella litografia di Pescara (attuale Museo civico "Basilio Cascella" in viale Marconi) per realizzare le grafiche della rivista l’Illustrazione abruzzese (1899-1907). Per D'Annunzio realizzò dei disegni con Basilio Cascella per il volumetto La Pescara di Gabriele d'Annunzio, uscito nel 1905 ed esposto all'Esposizione d'Arte Abruzzese di Chieti. Del primo periodo pescarese, si ricordano di Tommaso vari acquarelli che ritraggono scene di vita nella piccola Portanuova, scene di pesca sul fiume, e immagini dell'ex fortezza borbonica. 
L'esordio di Tommaso Cascella ci fu nel 1906 alla Mostra nazionale di Belle Arti di Milano con il fratello Michele Cascella, esponendo 42 pastelli a soggetti regionale, che poi furono esposti anche a Roma e Firenze. A Firenze le sue prime opere ebbero successo, ed allestì la mostra "Famiglia artistica", sempre a soggetto tipicamente abruzzese. Così Tommaso poté nel 1907-1908 partecipare alla 3ª Esposizione degli artisti italiani di Firenze, poi all'Esposizione di Roma, e nel 1909 al Salon d'automne di Parigi.
Nel 1912 Tommaso Cascella realizzò le tele vere e proprie: L'eco dei monti - Mercede dopo il racconto - Corteo nuziale abruzzese, conservate nel Museo civico Cascella di Pescara, nel 1914 entrò a far parte con Michele, sotto la direzione del padre Basilio, della Grande illustrazione abruzzese di Pescara, che durò solo un anno, a causa della Grande guerra, infatti lo stesso Tommaso partì verso il fronte francese, venendo arrestato come spia dai francesi, ma liberato grazie all'intercessione di D'Annunzio; venendo inviato successivamente anche al Fronte a Londra e in Germania, Cascella non perse l'occasione di dipingere cartoline a carattere bellico, che vennero esposte nel Palazzo del Quirinale nel 1918.

### Dopo la Grande guerra

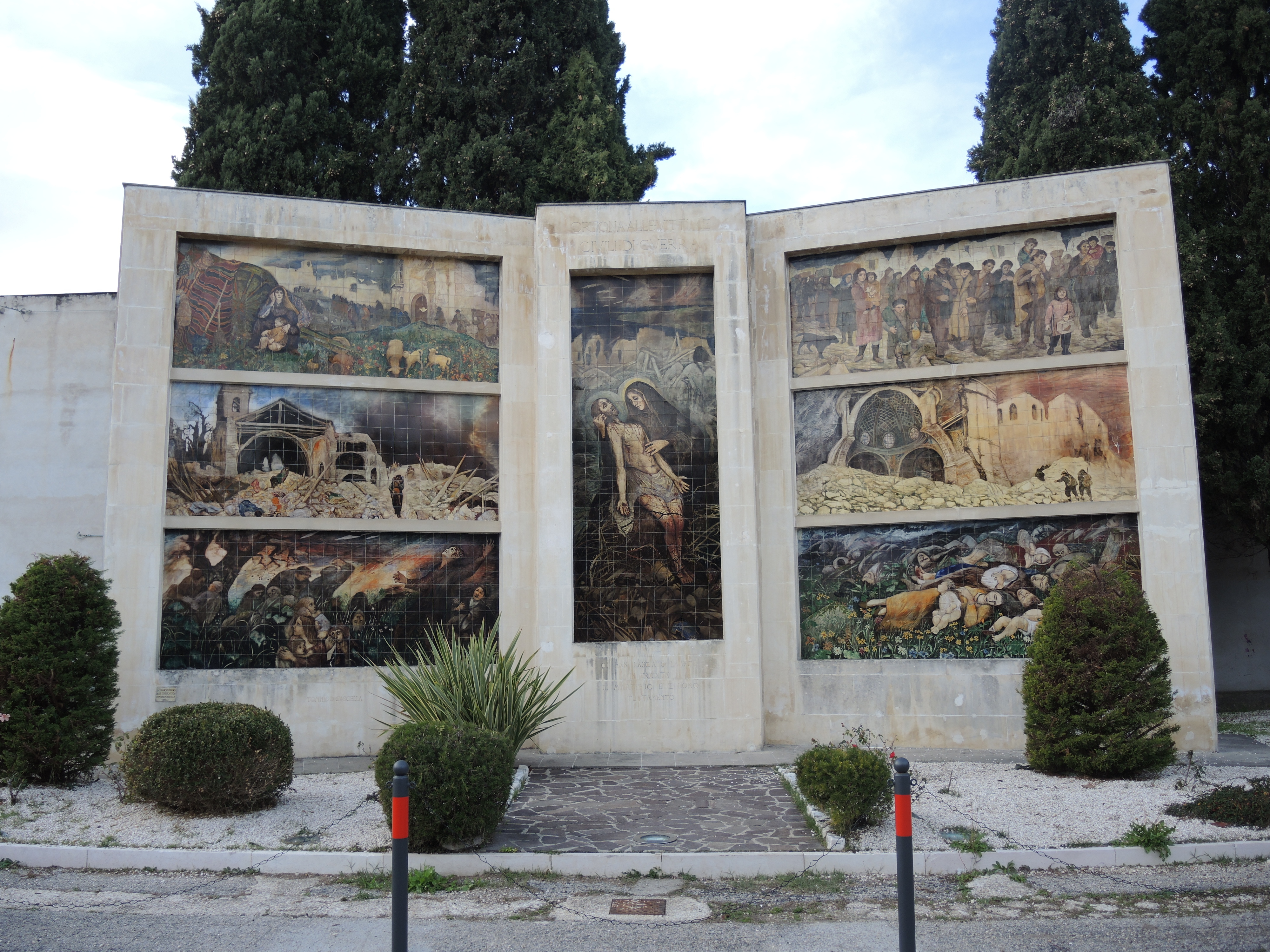
Il Monumento alle vittime civili di Ortona durante la guerra, 1968

Benché Tommaso avesse potuto perfezionare, come Michele, gli studi francesi impressionisti per le sue tele, decise di tornare a Pescara, e di collaborare col padre Basilio nel ritratte i costumi tipici abruzzesi nel laboratorio delle ceramica a Rapino, vicino a Chieti, finché nel 1923 non arrivò la svolta: Tommaso insieme a Michele e Basilio, lavorò alla pittura della maiolica di Rapino per i tre pannelloni monumentali della grotta del Sacrario militare di Andrea Bafile a Guardiagrele; Tommaso realizzò con Michele i pannelli laterali, ma negli anni '60 in occasione del restauro del sacrario, realizzò specialmente le ceramiche del pavimento d'ingresso. Da lì in poi Tommaso venne finalmente considerato per il suo valore, e fu chiamato per la realizzazione delle maioliche dello stabilimento Tettuccio di Montecatini Terme (1927) aiutando il padre Basilio, della stazione di Messina (1939), realizzando per la società Richard-Ginori nel 1936 anche numerosi vasi, formelle e pannelli in ceramica, esposti nella galleria Pesaro.
Un'opera a carattere intimo, il Ritratto di madre e figlia in maiolica, del 1924, è conservata nel Museo Cascella di Pescara; con questi piatti maiolicati, seguendo la tradizione secolare abruzzese della maiolica dipinta di Rapino, Tommaso partecipò alla Mostra dell'arte decorativa di Monza (1923), mentre come pittore, partecipò all'Esposizione di belle arti di Torino (1919), nel 1921-25 anche alla Biennale di Roma, anche a Monaco, Bucarest e Varsavia, tra il 1931 e il 1935. Nel 1934 Tommaso dipinse con Basilio due tele allegoriche della Terra e Mare per il Palazzo del Governo a Bolzano.

### Dalla seconda guerra mondiale agli ultimi anni

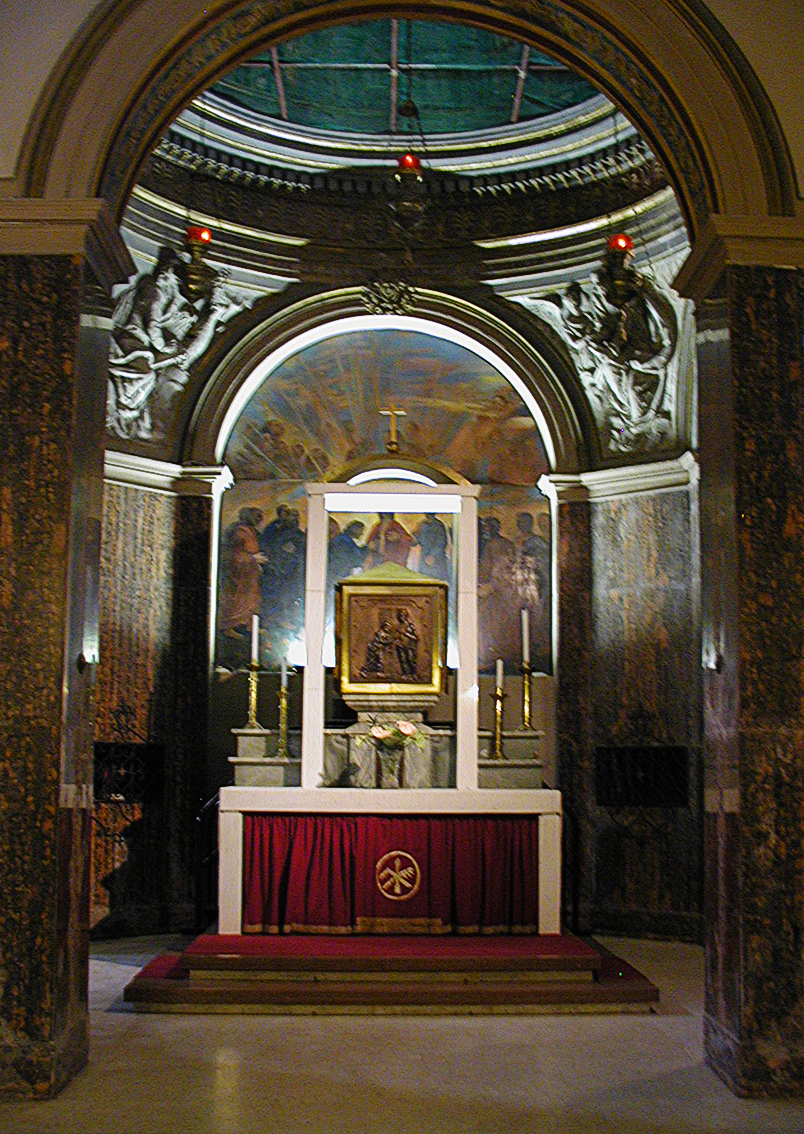
Cattedrale di San Tommaso (Ortona), cappella del Santo, di Cascella

Tommaso durante la seconda guerra mondiale fu richiamato alle armi come pittore "ufficiale" del Regno, dovendo rinunciare per questo alla cattedra di disegno presso l'istituto tecnico di arte applicata "G. Marconi" di Penne (PE); alcuni quadri realizzati nel periodo bellico di Tommaso, si possono trovare presso la Biblioteca provinciale De Meis a Chieti. Al termine della guerra, riottenne la cattedra a Penne (1948), ma ugualmente fu chiamato a Ortona, sua patria, per ridisegnare in mosaici il cupolone della cattedrale di San Tommaso, terribilmente sfregiato e semi-crollato per la distruzione nazista, lasciando solo uno spicchio della cupola originaria, negli anni '60 realizzò anche le vetrate istoriate con scene di vita dell'Apostolo. Per Ortona realizzò anche le maioliche del Monumento alle vittime civili della guerra (1968), all'ingresso del cimitero comunale, rappresentato come un grosso libro aperto di pietra, con i riquadri che mostrano le scene più crude della distruzione tedesca di Ortona, ispirate a fotografie scattate dai reporter alleati.
Il ciclo della cattedrale di Ortona è uno dei più interessanti di Cascella, intriso di elementi cristiani, come il disegno del Tetramorfo. Presso Penne sino al 1961 fu direttore della sezione ceramica dell'istituto d'arte e tecnica "G. Marconi". Dal 1956 al 1965 fu a Francavilla al Mare dcome membro della giuria del Premio Michetti, avendo iniziato a farne parte nel 1947, come concorrente di alcune sue opere.
Altre opere di Cascella sono bassorilievi mosaicati presso la Cassa di Risparmio di Pescara (corso Vittorio Emanuele), l'Istituto "Principessa di Piemonte" di Chieti, sempre in città realizzò il pannello d'ingresso dei Mestieri e le arti abruzzesi per l'Istituto tecnico "Ferdinando Galiani", alcuni pannelli maiolicati per l'ospedale pediatrico sotto la chiesa della Santissima Trinità; per la biblioteca comunale di Ortona nell'ex convento di Sant'Anna, nella scuola d'arte "Dino Zambra" di Manoppello, paese dove nel 2005 Pietro Cascella suo figlio inaugurerà il Monumento ai caduti delle Marcinelle del 1956; in seguito pannelli a maiolica presso il chiostro del convento di Santa Chiara di Bucchianico, dove collaborò con lo scultore Felicetto Giuliante, il quale realizzò il pozzo in pietra decorata allo stile romanico, mosaici per una cappella della chiesa di San Domenico al corso in Chieti.
Presso il Museo delle arti e tradizioni popolari a Roma si trova il Miracolo di San Zopito (1941) ispirato al santo patrono venerato nel paese abruzzese di Loreto Aprutino. Nella sala consiliare del Palazzo della Provincia di Chieti si trova il grande affresco dai temi classicheggianti de Allegoria della Provincia di Chieti (1955)in cui Tommaso Cascella mescola storia e tradizione popolare, ispirato dai disegni di Michetti, rappresentando lo stemma del Cinghiale sannitico, i mestieri della terra d'Abruzzo e al centro una Madonna con Bambino.
Nel 1960 Tommaso realizzò per il palazzo comunale di Chieti (piazza San Giustino) un pannello di ceramica non terminato: Chieti città aperta, una sorta di pala d'altare in piastrelle di ceramica, in ricordo dell'importanza che ebbe la città come luogo di ricovero degli sfollati dalle città bombardate d'Abruzzo, durante la guerra. L'opera si sviluppa come una sorta di polittico a carattere sacro, nello scomparto maggiore si vede la folla che ringrazia San Giustino protettore, con in sfondo il colle e il Duomo di Chieti; negli altri scomparti minori si vedono le scene simboliche del periodo della "Città aperta" a Chieti nel 1943-44, con gli sfollati abruzzesi nei tuguri e nelle cantine, e l'arcivescovo Monsignor Giuseppe Venturi che va a parlamentare con il comando tedesco, e con il Pontefice in Vaticano per ottenere lo status di città ricovero.

## Opere

Cupola interna della Cattedrale di San Tommaso Apostolo di Ortona, ridipinta da Tommaso Cascella

- Pescatore, 1912, Pescara, Museo Cascella.
- Processione, Chieti, Camera di Commercio.
- Tempesta sul gregge, 1958, Pescara, Museo Cascella.
- Madre con bimbo, 1932, Pescara, Museo Cascella.
- Serenità - Allegoria dell'Abruzzo, 1946, Pescara, Palazzo della Regione, Sala del Presidente della Giunta Regionale.
- Affreschi della cupola e delle tre cappelle interne della Cattedrale di San Tommaso Apostolo, Ortona (1947-49)
- Monumento alle Vittime Civili della Battaglia di Ortona, cimitero comunale  Ortona (1948) ca.
- Barche sul Pescara, Pescara, Museo Cascella.
- La valle di Yoska, Pescara, Museo Cascella.